# Виједма
Језеро Виједма (шп. Lago Viedma) је ледничко језеро у јужној Патагонији на пограничном пределу Аргентине и Чилеа. Будући да се западни део налази на Патагонијском ледничком пољу, граница је неодређена. Налази се на 254 метара надморске висине у предгорју Патагонијских Анда. Површина му је 1.088 км², широко је 15 километра и дугачко око 80 километара. Језеро се храни водом из ледника Виједма на западу, по којем је и добило име, а на југоистоку се налази отока река Леоне која се улива у језера Архентино јужније одатле. У приобаљу се налази град Ел Чалтен, а цела област је веома туристички атрактивна.